# Compagnie Air Transport
Compagnie Air Transport – CAT (auch Cie. Air Transport) war eine französische Fluggesellschaft mit Sitz in Paris.

## Geschichte
Die Compagnie Air Transport – CAT wurde 1946 gegründet und stellte bis zu ihrer endgültigen Auflösung im Jahr 1970 zwischenzeitlich zweimal für längere Dauer den Betrieb ein. Daher können drei Betriebszeiträume unterschieden werden:

### I. Periode, 1946–1951
CAT nutzte als Basis zunächst hauptsächlich den Flughafen Caen-Carpiquet.
Air France erwarb einen Anteil an der Gesellschaft. Compagnie Air Transport arbeitete mit der Cie. Générale Trans-Saharienne (CGTS) zusammen, die 1935 in Algerien gegründet worden war und primär die Strecke Algier – Colomb-Bechar – Gao – Niamey – Bako bediente. CGTS wurde 1948 oder 1949 in CAT integriert.
Etliche Flugzeuge, darunter mindestens drei Bristol 170, wurden an die Société Indochinoise de Transports Aériens (SITA) vermietet bzw. zeitweise für diese betrieben, auch in Französisch-Indochina.
Am 12. Oktober 1951 stellte CAT den Betrieb ein. Von den verbliebenen Flugzeugen wurden je eine Douglas DC-3 und Bristol 170 Freighter von Air France übernommen.

### II. Periode, 1952–1953

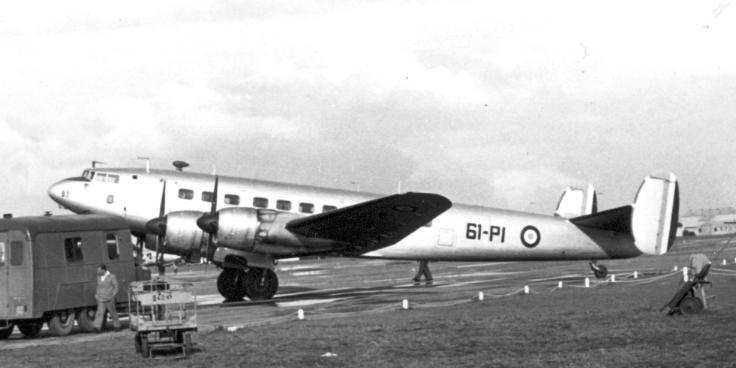
Eine Sud-Est SE.161 Languedoc, Farnborough Airshow 1955

Im Mai 1952 wurde der Betrieb wieder aufgenommen. Zum Einsatz kamen viermotorige Mittelstreckenflugzeuge des Typs Sud-Est SE.161 Languedoc, die von Air France gemietet wurden, sowie je drei Douglas DC-3 und Douglas DC-4. Als hauptsächliche Basen nutzte CAT die Flughäfen Le Touquet und Paris-Orly.
Am 23. Mai 1953 erfolgte der Zusammenschluss mit der ebenfalls 1946 gegründeten Compagnie Générale des transports aériens (CGTA) zur Compagnie Générale de Transports Aériens Air Algérie (CGTA-AA).

### III. Periode, 1956–1970

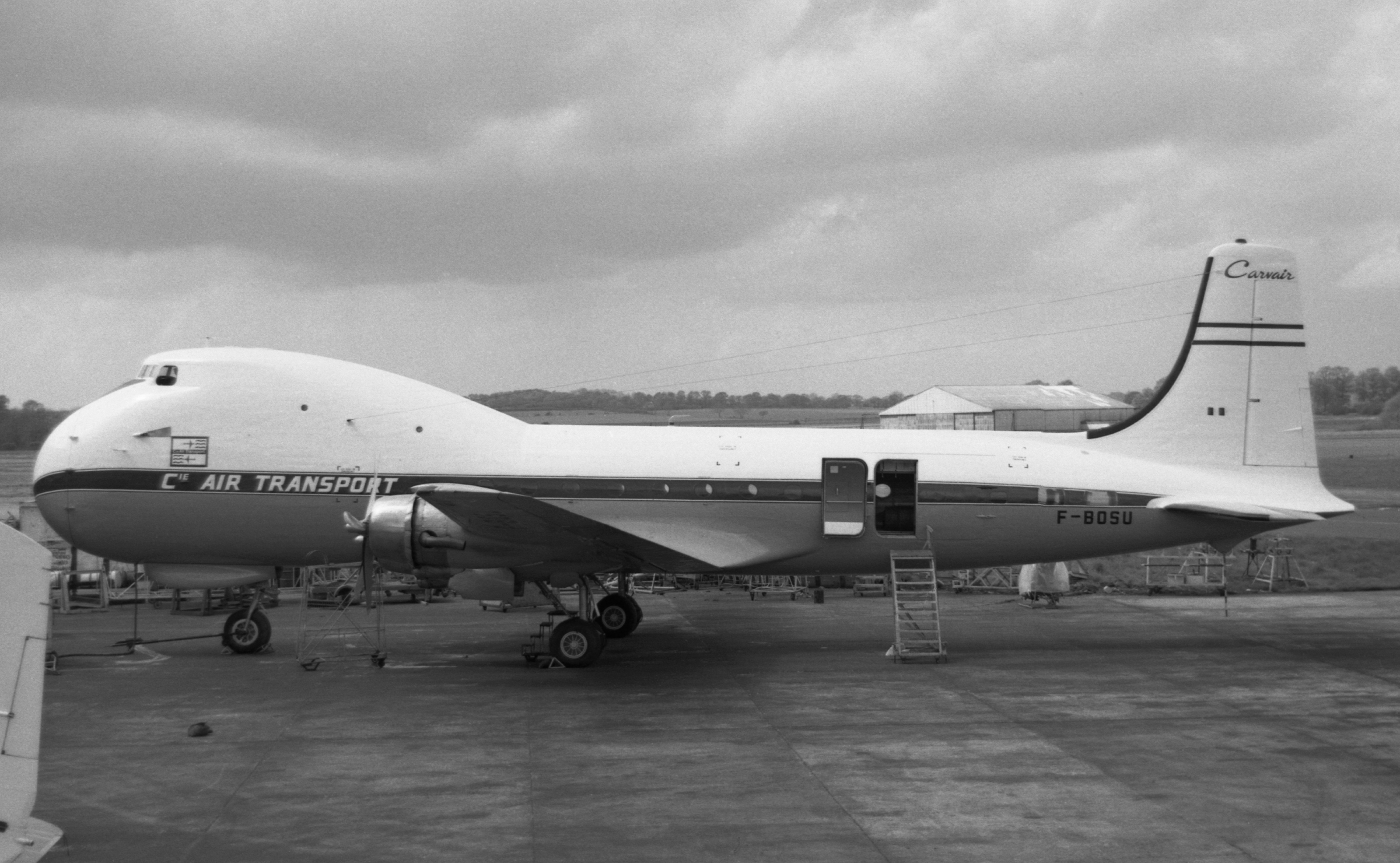
ATL-98 Carvair der CAT, Southend 1967

Durch die staatliche französische Eisenbahngesellschaft SNCF und Schifffahrtsgesellschaften wurde die Compagnie Air Transport wieder ins Leben gerufen. Von den Flughäfen Le Touquet und Nîmes-Garons aus wurde 1957 mit zunächst einer Bristol 170 der Flugbetrieb wieder eröffnet. Die am 6. Februar 1957 von der Silver City Airways erworbene Maschine kam in Zusammenarbeit mit dieser britischen Fluggesellschaft im Ärmelkanal-Fährdienst für Personenwagen zum Einsatz.
Das Flugzeug wurde jedoch am 4. November 1958 beim Anflug auf Le Touquet zu Schrott geflogen, glücklicherweise ohne Personenschäden. Daraufhin wurde der Betrieb erst 1961 wieder aufgenommen, erneut in Kooperation mit Silver City Airways, von der CAT ab April 1961 mehrere Bristol 170 Mk.32 und zwei Aviation Traders ATL-98 kaufte oder leaste. Zwei weitere ATL-98 wurden von der luxemburgischen Interocean Airways erworben.
Die Zusammenarbeit mit Silver City Airways wurde auch nach deren Übergang in die British United Air Ferries (BUAF) und späteren Umbenennung in British Air Ferries (BAF) im September 1967 fortgesetzt.
Im Jahr 1970 stellte die Compagnie Air Transport ihren Betrieb endgültig ein.

## Flugziele
In den ersten Jahren wurden außer Charterflügen auch einzelne Liniendienste innerhalb Nordafrikas sowie von Caen nach Paris, Lille und London betrieben, zu denen bald auch die Strecken von Lille nach Manchester sowie von Deauville nach London hinzukamen. Ab Januar 1949 wurde ein täglicher Flug von Caen nach Bovingdon durchgeführt, bei dem im Auftrag der französischen Camembert-Export-Vereinigung jeweils rund fünf Tonnen dieses Käses transportiert wurden. Dieser Betrieb wurde scherzhaft als „Camembert-Luftbrücke“ bezeichnet. Im Jahr 1949 wurden unter anderem Flüge von Frankreich nach Algier, Casablanca, Oran und Tunis durchgeführt, wobei hauptsächlich Maschinen, Kraftfahrzeuge, Textilien sowie Obst und Gemüse transportiert wurden. Auf der Strecke von Marseille nach Tunis wurden auch in größerem Stil Passagiere befördert.
Ab 1962 wurden die Strecken von Le Touquet und Calais zum Flughafen Lydd und Cherbourg nach Bournemouth beflogen, hauptsächlich als Fährdienste für Personenwagen über den Ärmelkanal.
Mit Bristol 170 wurde beispielsweise 1964 in Zusammenarbeit mit BUAF hier ein reger Fähren-Flugbetrieb durchgeführt. Außer von Le Touquet waren als Abflughäfen auf der Kontinentalseite auch Ostende, Calais, Deauville, Cherbourg und Dinard im Angebot. Von dort aus flog man folgende Ziele in Großbritannien an: Lydd, Southend-on-Sea und Bournemouth-Hurn. Die kurzen Flüge  von Le Touquet nach Lydd dauerten nur 20 Minuten, von Calais nach Southend 30 Minuten und von Deauville nach Lydd 45 Minuten. Auch die Kanalinseln Guernsey und Jersey wurden von dort ebenso bedient wie von Bournemouth aus.
Im Jahr 1966 betrieb CAT auch einen intensiven Auto-Fährdienst nach Korsika, bei dem Flüge von Nîmes-Garons und Nizza nach Bastia und Ajaccio im Angebot 
waren. Die Flugdauer auf der Strecke von Nîmes zum Flughafen Ajaccio betrug 1:30 Stunden, nach Bastia 1:45 Stunden und nach Calvi 1:25 Stunden.
Darüber hinaus wurden auch Flüge zu den Balearen im westlichen Mittelmeer angeboten. Dort wurden Ibiza (2:30 Stunden) und Palma de Mallorca (2:00 Stunden) angeflogen. Die seltener durchgeführten Flüge von Perpignan nach Palma dauerten 1:30 Stunden.

## Flotte

### Flotte bei Betriebseinstellung
Bei Betriebseinstellung im Jahr 1970 verfügte CAT in ihrer Flotte noch über folgende Flugzeuge:
- 3× Aviation Traders ATL-98
- 3× Bristol 170 Mk.32

### Zuvor eingesetzte Flugzeuge

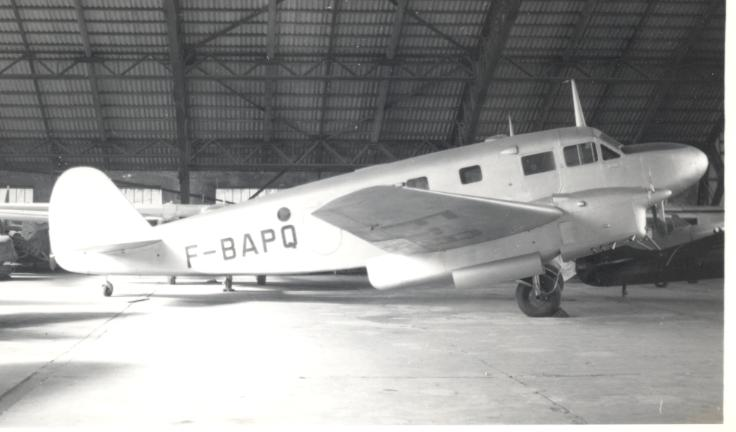
Eine Caudron C.449 Goéland

Nach den einzelnen Aktivitätszeiträumen aufgegliedert betrieb CAT folgende Flugzeugtypen:

#### I. Periode, 1946–1951
- 4× Beechcraft 18
- 6× Bristol 170 Mk.21
- 5× Caudron C.449 Goéland
- 3× Douglas DC-3
- 3× Fiat G.212[20]
- 1× Nord 1203 Norecrin

#### II. Periode, 1952–1953
- 3× Douglas DC-3
- 3× Douglas DC-4
- 2× Sud-Est SE.161 Languedoc

#### III. Periode, 1956–1970
- 1× Bristol 170 Mk.21
- 6× Bristol 170 Mk.32
- 4× Aviation Traders ATL-98

## Zwischenfälle
Von 1948 bis zur Betriebseinstellung 1970 kam es bei CAT zu fünf Totalverlusten von Flugzeugen, wobei 40 Menschen getötet wurden:
- Am 11. April 1948 flog eine Bristol 170 Mk.21 (Luftfahrzeugkennzeichen F-BENG) nach dem Start vom Flughafen Gibraltar zu einem Frachtflug nach Casablanca bei Algeciras in die Berge. Die Piloten hatten die vorgeschriebene Linkskurve unmittelbar nach dem Start nicht ausgeführt, sondern waren immer weiter geradeaus geflogen, bis sie in rund 800 Metern Höhe mit dem Gelände kollidierten. Alle drei Besatzungsmitglieder wurden getötet.[22][23]

- Am 29. Juli 1950 stürzte eine Bristol 170 Mk.21 (F-BENF) auf dem Flug vom Flughafen Algier nach Gao (Mali) bei Tanezrouft (Mali) ab. Als mögliche Ursachen werden eine Explosion im Treibstofftank der rechten Tragfläche oder deren Bruch durch Materialermüdung der dort verwendeten Nieten angenommen. Alle 4 Besatzungsmitglieder und 22 Passagiere wurden getötet.[24][25]

- Am 4. November 1958 streifte eine Bristol 170 Mk.21 (F-BHVB) im Anflug auf den Flughafen Le Touquet ein Hindernis. Die entstandene Beschädigung führte dazu, dass beim Aufsetzen das Fahrwerk zusammenbrach und das Flugzeug zum Totalverlust wurde. Es gab keine Personenschäden.[26][27]

- Am 8. März 1967 verlor eine Aviation Traders ATL-98 der Compagnie Air Transport (F-BMHU) beim Start vom Flughafen Karachi wieder an Höhe und stürzte auf eine Straßenbrücke, wobei sie Rikschas und einen Lastwagen zerstörte. Das Startgewicht der voll beladenen Maschine war für die herrschenden Wetterbedingungen zu hoch. Vier der sechs Besatzungsmitglieder sowie sieben Personen am Boden kamen ums Leben.[28][29]

- Am 11. Juli 1969 wurde eine am Flughafen Touquet geparkte Bristol 170 Mk.32 (F-BLHH) durch einen Flughafenbagger gerammt und derart beschädigt, dass die Maschine abgeschrieben werden musste. Personen kamen nicht zu Schaden.[30][31]